# Campionati africani di atletica leggera 2012 - Lancio del disco maschile
Il concorso del lancio del disco maschile ai campionati africani di atletica leggera di Porto-Novo 2012 si è svolto il 29 giugno presso lo Stade Charles de Gaulle di Porto-Novo, in Benin.

## Medagliere
| Oro     | Victor Hogan Sudafrica      |
| Argento | Yasser Ibrahim Farag Egitto |
| Bronzo  | Russell Tucker Sudafrica    |

## Programma
| Data           | Ora   | Evento |
| -------------- | ----- | ------ |
| 29 giugno 2012 | 15:05 | Finale |

## Risultati

### Finale
| Class   | Atleta                  | Nazione   | #1    | #2    | #3    | #5    | #5    | #6    | Risultati | Note |
| ------- | ----------------------- | --------- | ----- | ----- | ----- | ----- | ----- | ----- | --------- | ---- |
| Oro     | Victor Hogan            | Sudafrica | 58.76 | x     | 60.89 | 61.80 | x     | x     | 61.80     |      |
| Argento | Yasser Ibrahim Farag    | Egitto    | 57.30 | 53.03 | x     | 57.47 | x     | 59.61 | 59.61     |      |
| Bronzo  | Russell Tucker          | Sudafrica | 57.99 | 55.80 | x     | 57.76 | x     | x     | 57.99     |      |
| 4       | Ali Jlela Ali           | Libia     | 55.84 | x     | x     | x     | x     | 49.36 | 55.84     |      |
| 5       | Donovan Snyman          | Sudafrica | 54.55 | 51.52 | 52.47 | x     | 54.95 | x     | 54.95     |      |
| 6       | Elvino Pierre-Louis     | Mauritius | 54.55 | 44.68 | 42.80 | x     | 49.02 | 48.49 | 54.55     | NR   |
| 7       | Xavio Timchou Tallam    | Camerun   | x     | 41.06 | x     | 40.26 | 51.04 | x     | 51.04     |      |
| 8       | Essohounamondom Tchalim | Togo      | 46.06 | 45.74 | 39.42 | 39.66 | x     | x     | 46.06     |      |
| 9       | Romainio Houndeladji    | Benin     | x     | x     | 35.28 |       |       |       | 35.28     |      |
| 10      | Romuald Agbahoungba     | Benin     | x     | x     | 34.17 |       |       |       | 34.17     |      |
| dns     | Omar Ahmed El Ghazaly   | Egitto    |       |       |       |       |       |       | dns       |      |
| dns     | Mitku Tilanhun          | Etiopia   |       |       |       |       |       |       | dns       |      |